# 愛情蝙蝠俠 (電視劇)
《愛情蝙蝠俠》，亞洲電視1989年首播的半小時劇集。

## 簡介
阿森与阿康兩個死黨在朋友婚宴上巧遇了妙齡少女曼娜，隨后他們突發奇想，聯合經營一所專門幫人解決婚姻工作的專門店，并撮合了一對又一對的有情人，但同時也不知不覺地陷入一段三角戀之中……

## 演員表
- 潘宏彬[1] 飾 蕭敬森
- 符鈺晶 飾 黃曼娜
- 歐陽耀麟 [1]飾 謝華康
- 金　童[1] 飾 蕭兆光
- 苗金鳳[1] 飾 森　母
- 陳佩珊 飾 蕭鳳嬋
- 魏平澳[1] 飾 謝　超
- 馮　真[1] 飾 邦尼姨
- 司馬華龍[1] 飾 黃　庭
- 鄒偉光[1] 飾 黃查理
- 蔡欣樺 [1]飾 Angel
- 鍾慧冰[1] 飾 Noel
- 黃樹棠 [1]飾 詹日佳
- 江　圖[1] 飾 廖紀能
- 潘冰嫦 [1]飾 曹靜姿
- 馮宇鴻 飾 Bon Bon
- 馮夢麗 飾 Don Don
- 馮素波[1] 飾 阿　蓮
- 熊德誠 飾 John哥
- 鄭恕峰 飾 咪　哥
- 榮　飆 飾 阿　培
- 范永華 飾 貴利成
- 蔣　金 飾 Andy
- 苑瓊丹 飾 娥
- 何英偉 飾 DJ

## 製作
1987年香港歌手郭小霖推出其代表作之一愛情蝙蝠俠（林振強填詞），此劇劇名及故事概念源於此歌。
此劇特點是動員大量該台演員客串演出。